# Guillermo Gianninazzi
Guillermo Gianninazzi fue un arquitecto y escultor argentino, nacido en Italia, circa 1880 que murió en Rosario en 1948.
Pasó los primeros años de su vida en Italia y a principios del siglo XX migra a Rosario, trabajando como escultor y formando a artistas noveles.

## Obras en Rosario
- Monumento a Leandro N. Alem, que se rompa pero que no se doble, Parque Alem, Rosario. Fue inaugurado el 9 de mayo de 1922 en la intersección de las calles Cochabamba y Boulevard Oroño, donde desde 1944 se encuentra un calendario floral que funciona sobre una elevación de césped. El monumento fue trasladado en julio de 1943 al actual parque Alem, que fuera habilitado en 1939 en la zona norte de la ciudad y a la vera del río Paraná.

- Monumento a los Padres, frontispicio de la facultad de Ciencias Médicas de la Universidad Nacional de Rosario, Rosario

- El Auriga y su cuadriga, frontispicio del edificio de estilo neoclasicista alemán de la Delegación de la Gobernación de la provincia de Santa Fe, en frente de la Plaza San Martín, Rosario.

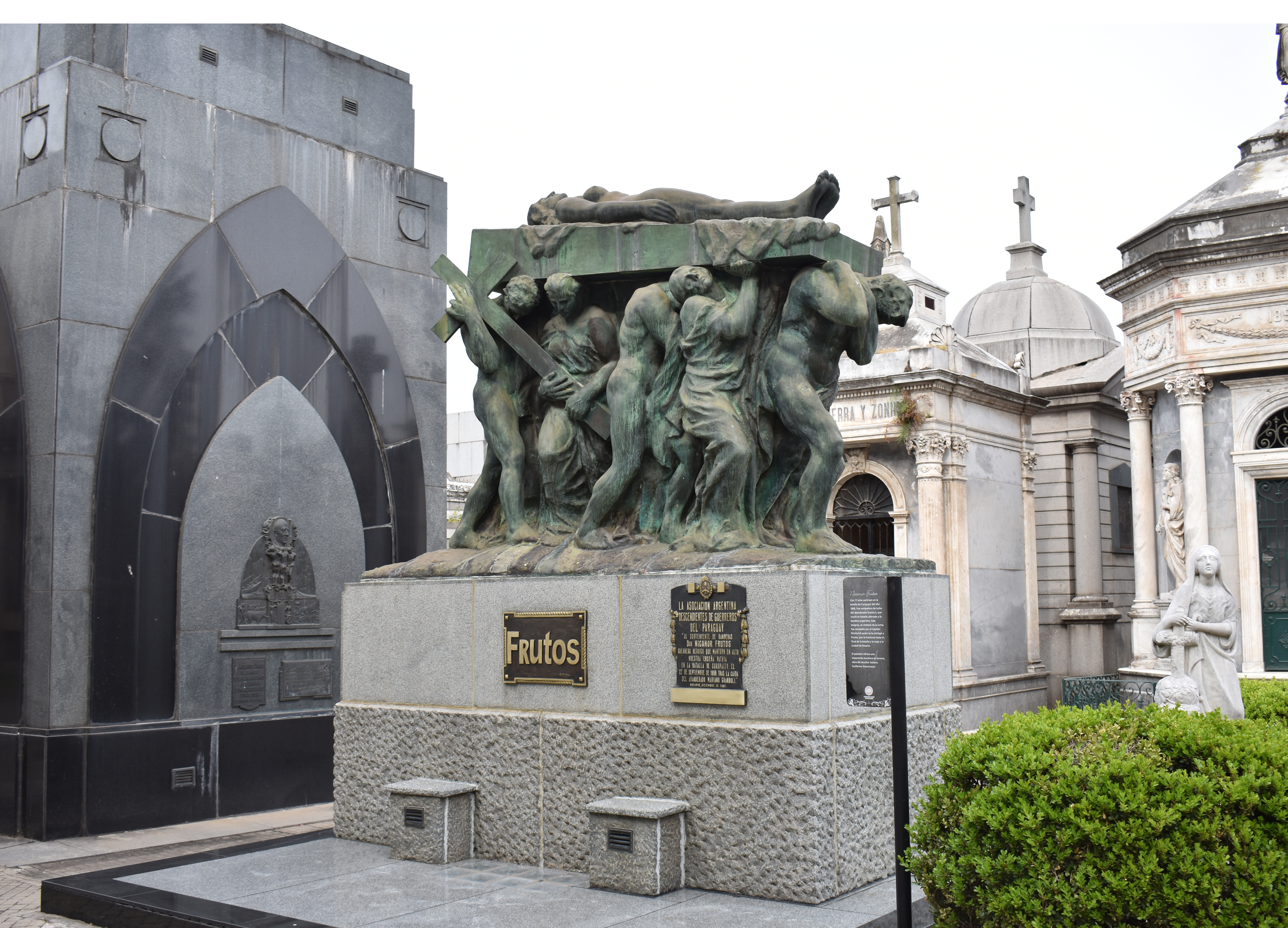
Panteón de Nicanor Frutos

- Panteón de Nicanor Frutos, Monumento en el Cementerio El Salvador al héroe que, a la edad de 17 años y con su compañero héroe, Grandoli de 16 años, participó en la batalla de Curupaytí, el más sangriento y brutal de la historia argentina, ocurrió el 22 de septiembre de 1866.[1]

1. ↑  Baraldi, Santiago. «Grandoli, el héroe rosarino». Diario El Ciudadano y la Región. Consultado el 21 de noviembre de 2019.